# Vlag van Madrid (stad)

Vlag van de gemeente Madrid

De vlag van de Spaanse hoofdstad Madrid bestaat uit een karmozijnrode achtergrond waarop het gemeentewapen is afgebeeld. De vlag is op 28 april 1967 in gebruik genomen.
De betekenis van de beer die tegen een madroño, of aardbeiboom, leunt is onbekend; de boom komt echter oorspronkelijk uit Madrid. Een bekende theorie is dat de beer en de boom staan voor een geschil over landbouwrechten tussen de geestelijkheid en de burgers. De zeven sterren zouden staan voor de zeven sterren in het sterrenbeeld Ploeg die het dichtst bij het sterrenbeeld Grote Beer staan. De sterren symboliseren het noorden en omdat dat de richting is waarop alle andere zijn gebaseerd, stellen de sterren Madrid voor als de zetel van de regering van Spanje.

Het wapen van Madrid